# Assassin's Creed II: Discovery
Assassin's Creed II: Discovery é um jogo para o Nintendo DS e iOS, parte da série de video jogos Assassin's Creed. O CEO da Apple Inc., Steve Jobs revelou oficialmente o desenvolvimento do jogo no seu discurso em 9 de setembro de 2009, para lançamento a 17 de novembro. A versão iOS atrasou mas a Ubisoft não comentou razão a para o seu atraso. Em contraste com Altaïr's Chronicles, o título anterior da série para estas plataformas, Discovery é um jogo em 2.5D. Tanto os usuários de iPhone e DSi são capazes de utilizar a função da câmera nos seus dispositivos, para exibir retratos seus como "cartazes de procurado" no interior do jogo.

## Enredo
A história do jogo acontece 15 anos após o início de seu anterior e se passa após o final da sequência 12 e antes da sequência 13 de Assassins Creed II. Segue-se protagonista do jogo anterior, Ezio Auditore da Firenze, ele viaja para a Espanha do século XV para libertar seus companheiros assassinos, que foram presos sob o pretexto da Inquisição Espanhola. No processo, ele descobre que os cavaleiros templários estão planejando navegar para o oeste para "descobrir" um Novo Mundo (o continente da América, sendo que os templários, diferente de muitos europeus, aparentam já conhecer a existência desse continente). Ezio tinha que salvar Christoffa ou Cristóvão Colombo e matar Tomas Torquemada para acabar com a ameaça dos Templários. Ezio também teve que assassinar alguns outros alvos importantes, tais como: Gasper Martinez, Pedro Llorente, um espião dos Templários, e Juan de Marillo. Ao longo do caminho Ezio salva muitos assassinos que o ajudam, incluindo Luis de Santangel e Raphael Sanchez. Também Ciudad de Granada é tomada sob o cerco pelos Templários e Ezio tem que salvar o rei mouro Muhammad XII. Ezio também encontra a rainha Isabel.

## Recepção
Alguns sites especializados em games deram suas notas:
GameSpot 7/10 (DS)
GameZone 8/10 (DS)
IGN 8.0/10 (Nintendo DS)  7.0/10 (IOS) Pocket Gamer 7/10 (IOS)
Ao contrário de Assassin´s Creed: Bloodlines, Assassin 's Creed II: Discovery recebeu revisões geralmente boas em todos os lugares. IGN deu-lhe um 8/10 para o Nintendo DS, e um 7/10 para o iOS. GameSpot deu um 7/10 para o Nintendo DS. A Official Nintendo Magazine Austrália / Nova Zelândia foi mais rigorosa sobre o jogo dando a ele 55%, elogiando o jogo para o interruptor para 2D e animação de personagens, mas queixando-se de missões sem brilho, design de fraco nível e controles complicados, chamando-o de "oportunidade perdida, e um desperdício de plataformas experientes.
Natalie Romano da GameZone deu ao jogo um 8/10, dizendo que é "Um jogo impressionante fiel à série, Assassins Creed II: Discovery é realmente um título divertido que faz o melhor companheiro para a versão do console, dito isto, o jogo está longe de ser perfeito mas é fácil olhar para o passado e para as falhas quando um jogo é muito divertido mesmo quererendo colocar para baixo. Se você comprou Assassins Creed II, então você realmente deve comprar Discovery".